# Josefína Dušková
Josefína Dušková (též německy jako Josepha Duschek, také Josepha Duschkova, 6. března 1754 Praha – 8. ledna 1824 Praha) byla vynikající česká koncertní a chrámová pěvkyně klasického období. Byla manželkou hudebního skladatele Františka Xavera Duška a blízkou přítelkyní Wolfganga Amadea Mozarta, jenž pro ni složil několik pěveckých skladeb. Kromě vlastní koncertní činnosti proslula zejména jako pořadatelka koncertů, hostitelka a mecenáška umělců. 

## Život
Narodila se 6. března 1754 v Praze jako Josepha Hambacher; v Praze prožila celý svůj život. Její otec byl zámožný lékárník, Anton Adalbert Hambacher (či "Hampacher"). Její matka, Maria Domenica Colomba, pocházela ze Salcburku, byla dcerou místního starosty Ignatze von Weisera. Lékárna jejího otce se nacházela v domě čp. 603 U Bílého jednorožce na nároží Celetné ulice a Staroměstského náměstí. Po otcově smrti se rodina v roce 1796 přestěhovala do nedalekého domu U černého slunce na Mikulášském náměstí, ve kterém bydlel také hudební skladatel a pedagog František Xaver Dušek. Talentovaná Josefína u něj studovala hru na klavír a zpěv.
Vzali se 21. října 1776. F. X. Dušek byl o 23 let starší než jeho manželka a v té době již dosáhl mezinárodního uznání jako učitel hudby. Oba manželé byli vítanými hosty v pražských hudebních salónech. Josefína měla velké osobní kouzlo a mezi její obdivovatele patřil i mecenáš hrabě Kristián Filip Clam - Gallas.V roce 1777 se při návštěvě příbuzných v Salzburku manželé Duškovi seznámili s mladým Wolfgangem Amadeem Mozartem a během následujících let se z nich stali blízcí přátelé. Svědčí o tom i fakt, že Constanze Mozartová po manželově smrti svěřila své dva syny na nějaký čas do péče právě Duškovým. Ti byli také hlavními organizátory smutečních obřadů na Mozartovu památku, které se konaly v Praze. Josefína Dušková zpívala v chrámu svatého Mikuláše na Malé Straně během zádušní mše.
Duškovi neměli děti a své zájmy věnovali hudbě, přátelům, společenským a dobročinným akcím. V roce 1784 zakoupili v Košířích usedlost s vilou Bertramka, která tehdy ležela za pražskými hradbami. Užívali ji jako své letní sídlo a sem si zvali často své přátele, pořádali hudební setkání se slavnými lidmi. Josefína, která se jako výborná kreslířka zajímala o výtvarné umění, zde shromáždila malou uměleckou sbírku.
Během své dlouhé a úspěšné kariéry pěvkyně vystoupila na koncertech v mnoha evropských městech – Praze, Vídni, Salcburku, Drážďanech, Výmaru, Berlíně, Varšavě, či Lipsku, kde roku 1796 jako první zazpívala Beethovenovu dramatickou árii Ah, perfido!, opus 65. Příležitostně hostovala i v opeře. Mezi její obdivovatele patřili i saský kurfiřt i ředitel drážďanské opery Johann Gottlieb Naumann. Nikdy nepřijala stálé angažmá a zůstala tak nezávislou zpěvačkou. 

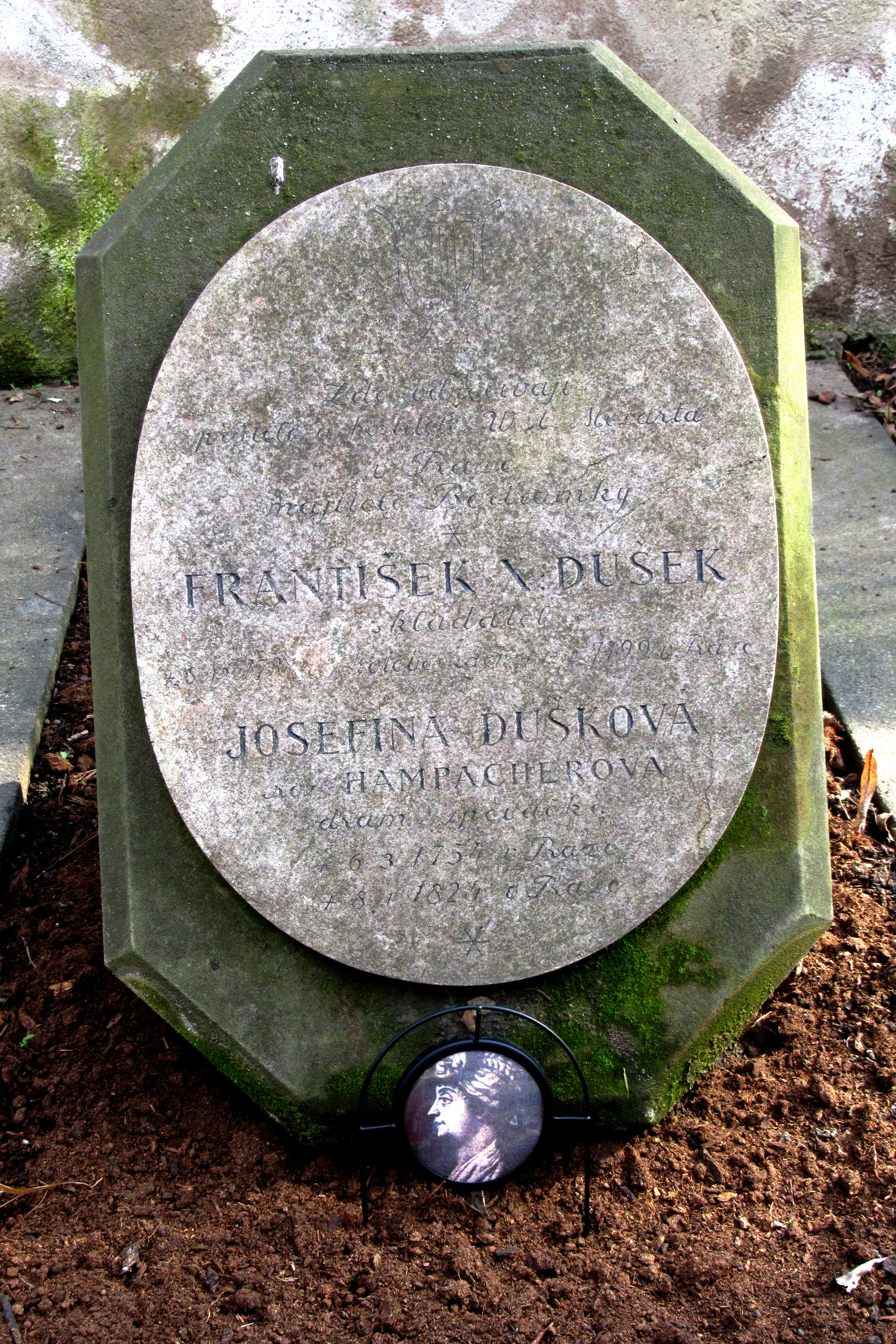
Náhrobek manželů Duškových na Malostranském hřbitově

Po smrti svého manžela roku 1799 se Josefína Dušková stáhla z veřejného života. Naposledy vystoupila roku 1808 v Haydnově Stvoření. Prodala vilu Bertramku a přestěhovala se do pronajatého bytu, kam si umístila svou uměleckou sbírku. Postupně upadala v zapomnění a přijímala finanční výpomoc svých přátel, k nimž patřil mecenáš hrabě František Šternberk-Maderscheid. Tradovanou informaci, že zemřela v chudobě, zpochybňují objevené dopisy z její pozůstalosti – podle nich naopak žila od roku 1821 v prostorném bytě na Pětikostelním náměstí na Malé Straně. Dům patřil jednomu z žáků F.X.Duška.
Josefína Dušková zemřela 8. ledna 1824 ve věku 69 let v Praze. Pochována je na Malostranském hřbitově vedle svého manžela.

## Josefína Dušková a Mozart

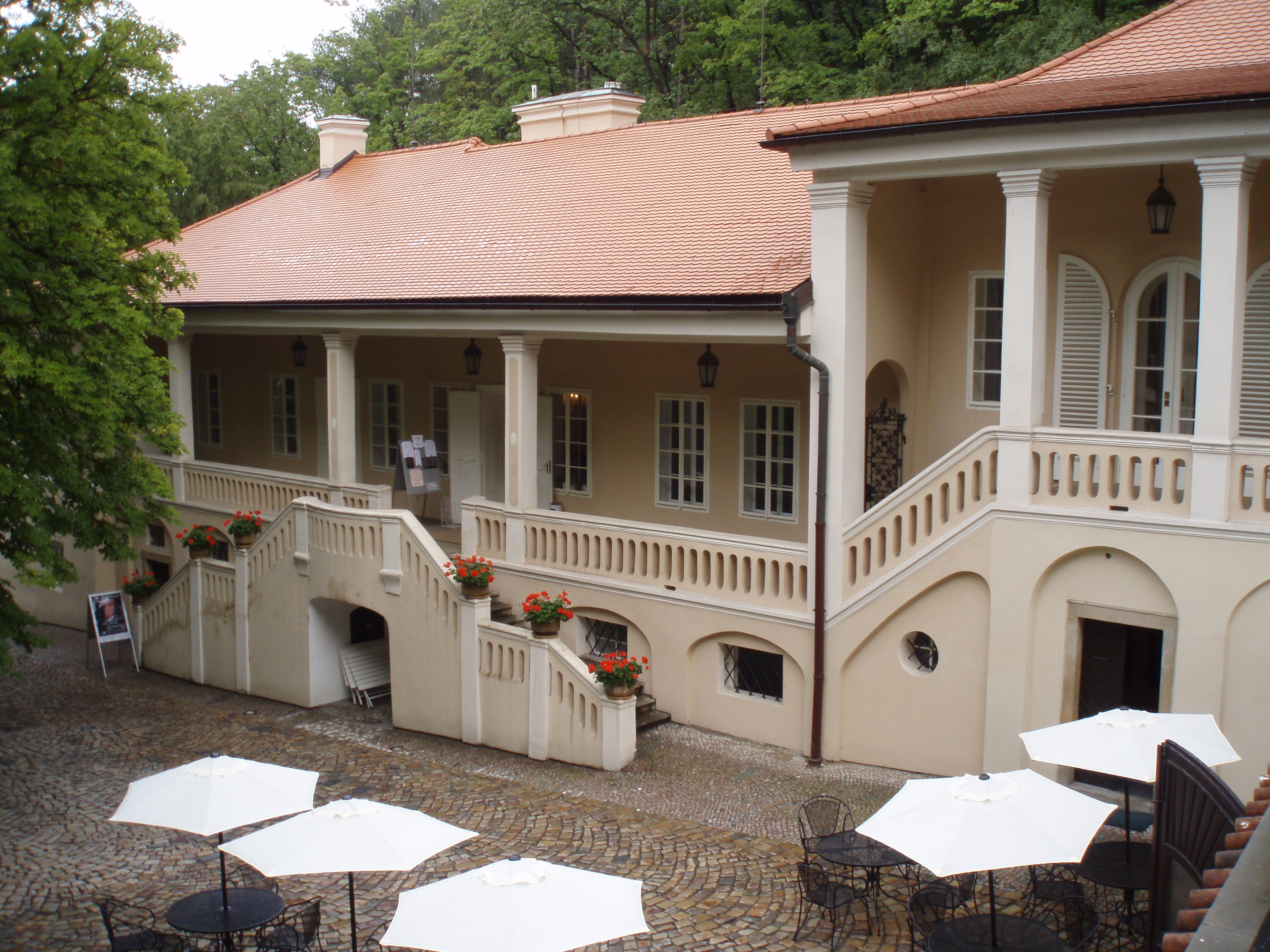
Vila Bertramka

Josefína Dušková se s Mozartem seznámila roku 1777 při návštěvě Salcburku, odkud pocházela její matka, jež zde měla příbuzné. Mozart pro ni tenkrát složil recitativ a koncertantní árii Ah, lo previdi, KV 272.
Mozart ji roku 1786 také doprovázel na soukromém koncertě před vídeňským císařským dvorem, krátce po úspěšném uvedení opery Figarova svatba. Ta byla v následujícím roce provedena i v Praze; řada milovníků hudby, snad i manželé Duškovi, při té příležitosti Mozarta pozvali do Prahy. Sešli se při jeho vystoupení v koncertním sále Clam-Gallasova paláce na Starém Městě.
Mozart se do Prahy roku 1787 vrátil ještě jednou, aby zde dokončil a v premiéře uvedl operu Don Giovanni. Tehdy navštívil manžele Duškovy na Bertramce. Je pravděpodobné, že je tam navštívil i v září roku 1791, kdy dokončoval operu La clemenza di Tito.

### SkladbaBella mia fiamma, addio
Během svojí návštěvy roku 1787 Mozart složil koncertní árii Bella mia fiamma, addio (Sbohem, můj krásný plameni, KV 528, datovanou 3. listopadu 1787) na neznámý text.
O okolnostech jejího vzniku existuje historka přisuzovaná Mozartovu synovi Karlu Thomasovi.
Petranka [sic] je známa jako vila, v níž se Mozart rád zdržoval se svými hudebními přáteli, Duškovými, během svých návštěv Prahy, a kde složil části svého "Dona Juana" (Don Giovanni). Na vrcholu kopce poblíž vily stojí altánek. V něm jednoho dne paní Dušková lstí uvěznila velkého Mozarta, poskytla mu inkoust, pero a papír a řekla mu, že jej nepropustí, dokud, jak jí slíbil, nenapíše árii na slova Bella mia fiamma addio. Mozart na to přistoupil, aby se však paní Duškové odplatil za její lest, použil v árii různé obtížně zpívatelné pasáže a hrozil své despotické přítelkyni, že árii ihned zničí, jestliže se jí napoprvé nepodaří árii bezchybně zazpívat.
K příběhu se váže komentář Bernarda Wilsona: "Zdá se, že árie samotná toto vyprávění potvrzuje. Slova Quest' affano, questo passo – terribile per me (mm. 27-34) doprovázejí závratnou spleť chromatických melodií umělecky konstruovaných tak, aby otestovaly zpěvaččin smysl pro intonaci a její interpretační schopnosti. Paní Dušková zjevně přestála ono passo terribile, neboť na originálu skladby je její jméno napsané Mozartovou rukou.
Roku 1789 Dušková tuto árii a další vokální díla zpívala na Mozartových koncertech v Drážďanech a Lipsku při jeho turné po Německu.

## Ocenění
Duškové soprán, oceňovaný pro svou flexibilitu a zvučnost, jí vynesl přezdívku „česká Gabrielli“ po slavné italské koloraturní pěvkyni Catterině Gabrielli.  Slovník Grove Dictionary o ní napsal: „Byla oceňována pro svůj zvučný hlas, jeho rozsah a pružnost, pro svou muzikálnost a vynikající interpretaci jak bravurních árií tak recitativů.“